# Kovílne
Kovílne (en (ucraïnès): Ковильне) és un poble de la República Autònoma de Crimea a Ucraïna, que el 2014 tenia 391 habitants. Pertany al districte rural de Djankoi. Fins al 1948 la vila es deia Toi-Tebé.